# Prisme de Bauernfeind

Parcours des rayons dans un prisme de Bauernfeind.

Un prisme de Bauernfeind est un prisme déviant les rayons lumineux de 60° tout en offrant une image droite grâce à une double réflexion. Il y a une réflexion totale sur une des faces par laquelle passent les rayons lumineux et une réflexion sur une face recouverte d'un revêtement réflecteur (étamage ou aluminure). On le doit au géodésien et ingénieur civil allemand Karl Maximilian von Bauernfeind (de) qui l'inventa vers 1851.
Ce dispositif est aujourd'hui utilisé dans des « lunettes pour lire au lit » ou dans les lunettes d'assurage pour l'escalade. Elles permettent de regarder vers le bas ou vers le haut sans se tordre le cou.

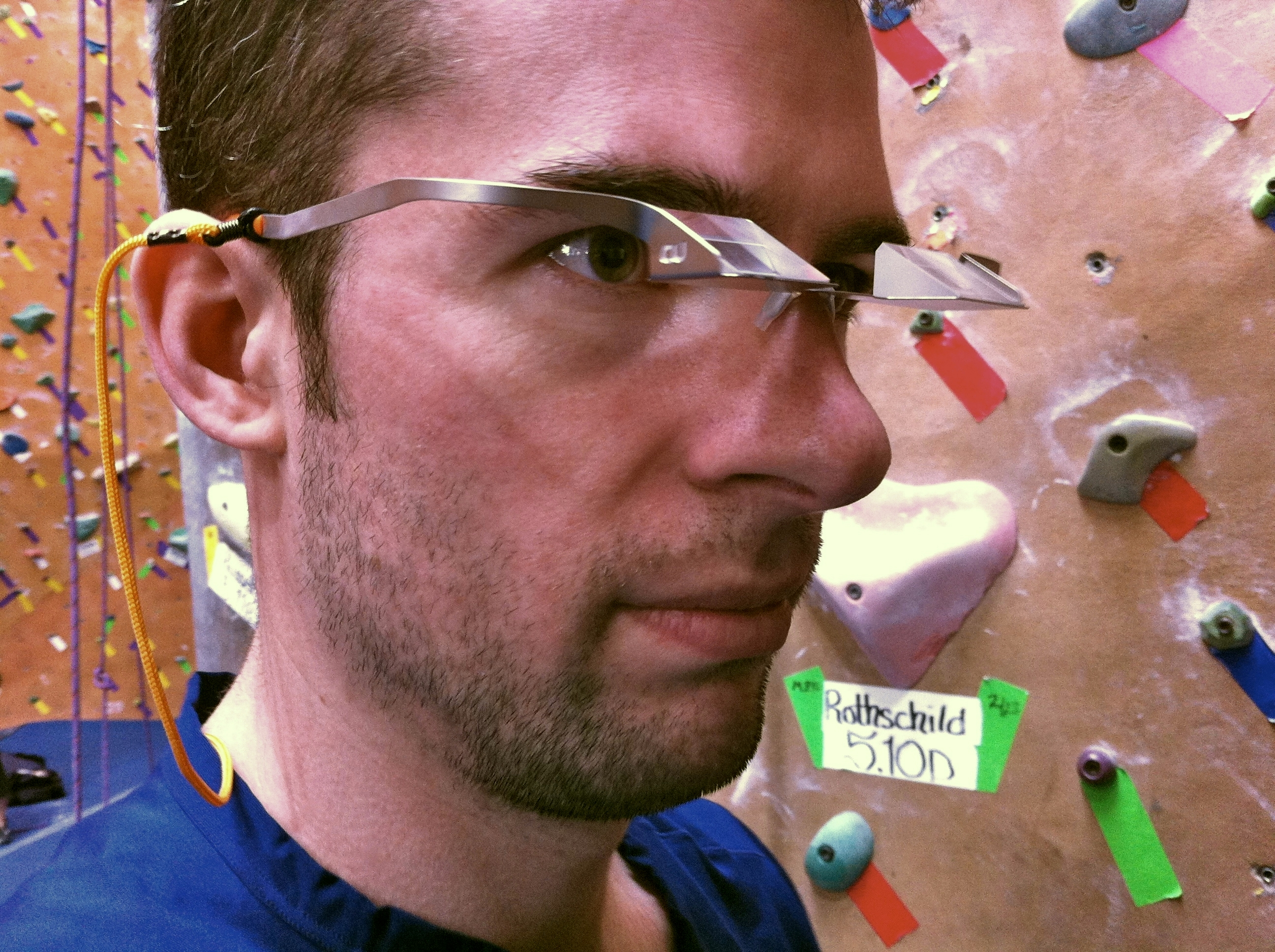
Lunettes à prismes pour l'escalade.